# Ponte di Neuilly
Il ponte di Neuilly è un ponte stradale e ferroviario sulla Senna che collega Neuilly-sur-Seine a Courbevoie e Puteaux nel dipartimento francese di Hauts-de-Seine. Raggiunge il nuovo quartiere de La Défense ed è allineato sull'Axe historique di Parigi.

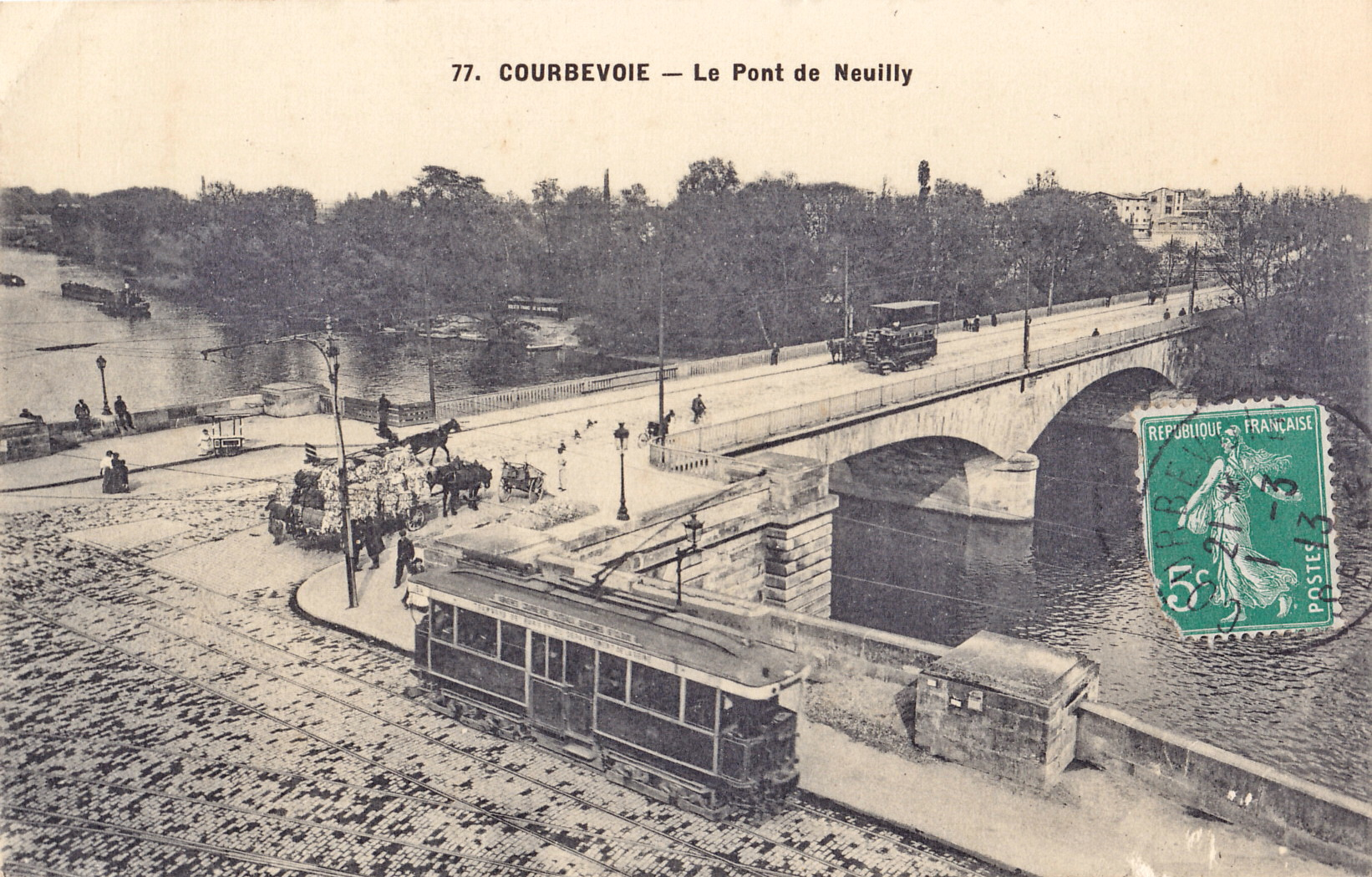
Il ponte di Neuilly nel 1913

## Storia
Il primo ponte sul sito era in legno, costruito dopo la caduta della carrozza di Enrico IV e Maria de' Medici nel giugno 1606. Il secondo era lungo 219 metri e costituito da 5 archi, realizzato nel 1774 da Jean-Rodolphe Perronet, fondatore della École des ponts et chaussées (una sua statua si trova oggi ai piedi del ponte, nel punto ovest dell'île de Puteaux). Il secondo ponte fu demolito tra il 1936 e il 1942 e sostituito, nel 1942, da un ponte in metallo. Nel 1992, i suoi marciapiedi pedonali sono stati ristretti per consentire il transito della linea 1 della metropolitana, e il nome del ponte venne dato alla vicina stazione della metropolitana.
L'attuale ponte è costituito da due ponti, uno lungo 67 metri che collega Neuilly all'île de Puteaux e un altro di 87 metri tra l'Ile de Puteaux e Courbevoie. Una scala pedonale, al centro del ponte, consente l'accesso a all'île de Puteaux.